# دينيس كوسينيتش
دينيس كوسينيتش (بالإنجليزية: Dennis Kucinich)‏ (مواليد 8 أكتوبر 1946) سياسي أمريكي. كان نائباً أمريكياً سابقاً من أوهايو، والذي خدم في الفترة من 1997 إلى 2013، مرشحاً أيضاً لترشيح الحزب الديمقراطي لمنصب رئيس الولايات المتحدة في الانتخابات الرئاسية في عامي 2004 و2008. وكان مرشحاً لمنصب حاكم ولاية أوهايو في انتخابات عام 2018، وخسر في الانتخابات التمهيدية لصالح ريتشارد كوردراي.
وفي الفترة من عام 1977 إلى عام 1979، عمل كوسينيتش كعمدة 53 لكليفلاند بولاية أوهايو، وهي فترة مضطربة نجا فيها من انتخابات عزل، وكان ناجحاً في معركة ضد بيع المرافق الكهربائية البلدية قبل هزيمته لإعادة انتخابه من قِبَل جورج فوينوفيتش. وبسبب إعادة تقسيم الدوائر الانتخابية في أعقاب انتخابات الولاية عام 2010، تم ترشيح كوسينيتش ضد مارسي كابتور الرئيس الحالي للمقاطعة التاسعة في سباق عام 2012 للترشيح الديمقراطي للمقاطعة التاسعة للكونجرس في ولاية أوهايو التي استوعبت جزءاً من مقاطعة كوياهوغا، التي خسرها. في يناير 2013، أصبح مساهما على قناة فوكس نيوز، يظهر على برامج مثل عامل أورايلي.

## النشأة والتعليم

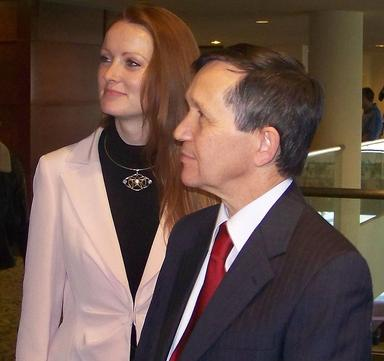
دينيس وإليزابيث كوسينيتش في عام 2008

ولد كوسينيتش في كليفلاند، أوهايو، في 8 أكتوبر، 1946، كأكبر طفل من سبعة أطفال لفرجينيا نوريس وفرانك ج. كوسينيتش. وكان والده، وهو سائق شاحنة، من اصل كرواتي؛ وكانت والدته الأيرلندية الأميركية ربة منزل. أثناء نشأته، تنقلت عائلته 21 مرة وكثيرا ما كان دينيس مسؤولا عن العثور على الشقق التي يمكن أن يتحملوا ثمنها.
وقد حضر جامعة ولاية كليفلاند من عام 1967 إلى عام 1970. وفي عام 1973، تخرج من جامعة كيس وسترن ريسرف بدرجة البكالوريوس وماجستير في الآداب في النطق والتواصل.

## الحياة السياسية المبكرة
وقد بدأ العمل السياسي لكوسينيتش في عام 1967 عندما رشح نفسه للمناصب دون جدوى. في عام 1969، تم انتخاب كوسينيتش لمجلس مدينة كليفلاند في سن الثالثة والعشرين. وفي عام 1972، ترشح كوسينيتش لشغل مقعد في مجلس النواب الأميركي، وخسر بفارق ضئيل أمام الجمهوري الحالي ويليام إي. مينشال جونيور. بعد تقاعد مينشال في عام 1974، سعى كوسينيتش إلى المقعد مرة أخرى، وهذه المرة فشل في الحصول على الترشيح الديمقراطي، الذي ذهب بدلاً من ذلك إلى رونالد م. موتل. وكان كوسينيتش يخوض الانتخابات العامة كمرشح مستقل، حيث حل في المرتبة الثالثة بنحو 30% من الأصوات. وفي عام 1975، أصبح كوسينيتش كاتبا للمحكمة البلدية في كليفلاند وعمل في ذلك المنصب لمدة سنتين.

### عمدة كليفلاند
انتخب كوسينيتش عمدة كليفلاند في عام 1977 وعمل في ذلك المنصب حتى عام 1979. وفي الحادية والثلاثين من عمره، كان أصغر عمدة لمدينة كبرى في الولايات المتحدة، مما أكسبه لقب «عمدة كليفلاند الصبي». تعتبر ولاية كوسينيتش كعمدة في كثير من الأحيان واحدة من الأكثر اضطرابا في تاريخ كليفلاند.
بعد أن رفض كوسينيتش بيع مانيسيبال لايت (الآن كليفلاند بوبليك باور)، شركة الكهرباء المملوكة ملكية عامة لكليفلاند، سعت مافيا كليفلاند إلى قتله في قتل مدفوع الأجر. وخطّط رجل محترف من ماريلاند لإطلاق النار عليه في رأسه أثناء موكب يوم كولومبوس، ولكن المخطط انهار عندما نقل كوسينيتش إلى المستشفى فأغفل الحدث. وحين تخلفت المدينة عن سداد ديونها بعد ذلك بفترة وجيزة، ألغى زعماء المافيا مهمة القاتل المأجور.
وقد طلبت شركة كليفلاند تراست فجأة سداد جميع ديون المدينة بالكامل، مما دفع المدينة إلى التخلف عن سداد ديونها، بعد أنباء عن رفض كوسينيتش بيع مرافق المدينة. ولسنوات، كانت هذه الديون تُلغ بشكل روتيني، في انتظار دفعها في المستقبل، إلى أن أعلن إعلان كوسينيتش. وفي عام 1998، كرمه مجلس مدينة كليفلاند لأنه كان لديه «الشجاعة والبصيرة» للوقوف في وجه المصارف، والذي وفر للمدينة ما يقدر بـ 195 مليون دولار بين عامي 1985 و1995.

### ما بعد رئاسة البلدية
بعد خسارته محاولته لإعادة انتخابه لمنصب العمدة أمام جورج فوينوفيتش في عام 1979، بقي كوسينيتش في البداية بعيداً عن الأنظار في سياسة كليفلاند. وانتقد الاستفتاء الضريبي الذي اقترحه فوينوفيتش عام 1980 والذي وافق عليه الناخبون في نهاية المطاف. كما كافح لإيجاد فرص عمل وانتقل إلى لوس أنجلس، كاليفورنيا، حيث أقام مع صديق، الممثلة شيرلي ماكلين. خلال السنوات الثلاث القادمة، عمل كوسينيتش كمضيف برامج حوارية إذاعية، ومحاضر، ومستشار. كانت فترة صعبة بالنسبة لكوسينيتش ماليا. ومن دون راتبه الثابت، تخلفت كوسينيتش عن سداد أقساط الرهن العقاري، وكادت تفقد منزله في كليفلاند، وانتهت إلى اقتراض المال من الأصدقاء، بما في ذلك ماكلين، للإبقاء عليه. وفي عائد ضريبة الدخل لعام 1982، أبلغ كوسينيتش عن دخل قدره 38 دولارا. وقال كوسينيتش عند مناقشة هذه الفترة: «عندما كنت في مرحلة النمو في كليفلاند، كانت تجربتي المبكرة قد أجبرتني على الصمود هناك وعدم الخروج... من الأمور التي يجب تجربتها كطفل، ولكن عندما تضطر إلى العمل كشخص بالغ، يكون لديك طريقة لتذكيرك بمدى صعوبة الأمور. أنت تفهم ما يمر به الأشخاص».
وفي عام 1982، عاد كوسينيتش إلى كليفلاند وترشح لمنصب سكرتير الولاية؛ لكنه خسر الانتخابات الديموقراطية أمام شيرود براون. وفي عام 1983، فاز كوسينيتش في انتخابات خاصة لملء مقعد عضو مجلس بلدية في مدينة كليفلاند الذي توفي. وكان شقيقه غاري كوسينيتش عضوا في المجلس في ذلك الوقت.
وفي عام 1985، كانت هناك بعض التكهنات بأن كوسينيتش قد يترشح لمنصب العمدة مرة أخرى. وبدلاً من ذلك، ترشح أخيه جاري ضد (وخسر أمام) شاغل الوظيفة فوينوفيتش. وفي الوقت نفسه، تخلى كوسينيتش عن منصبه في المجلس للترشيح لمنصب حاكم أوهايو كمستقل ضد ريتشارد سيليستي، ولكنه انسحب فيما بعد من السباق. وبعد هذا، عاش كوسينيتش، بأسلوبه الخاص في السعي إلى تحقيق المغزى، بهدوء في نيومكسيكو حتى عام 1994، عندما فاز بمقعد في مجلس الشيوخ في ولاية أوهايو.

## مجلس النواب

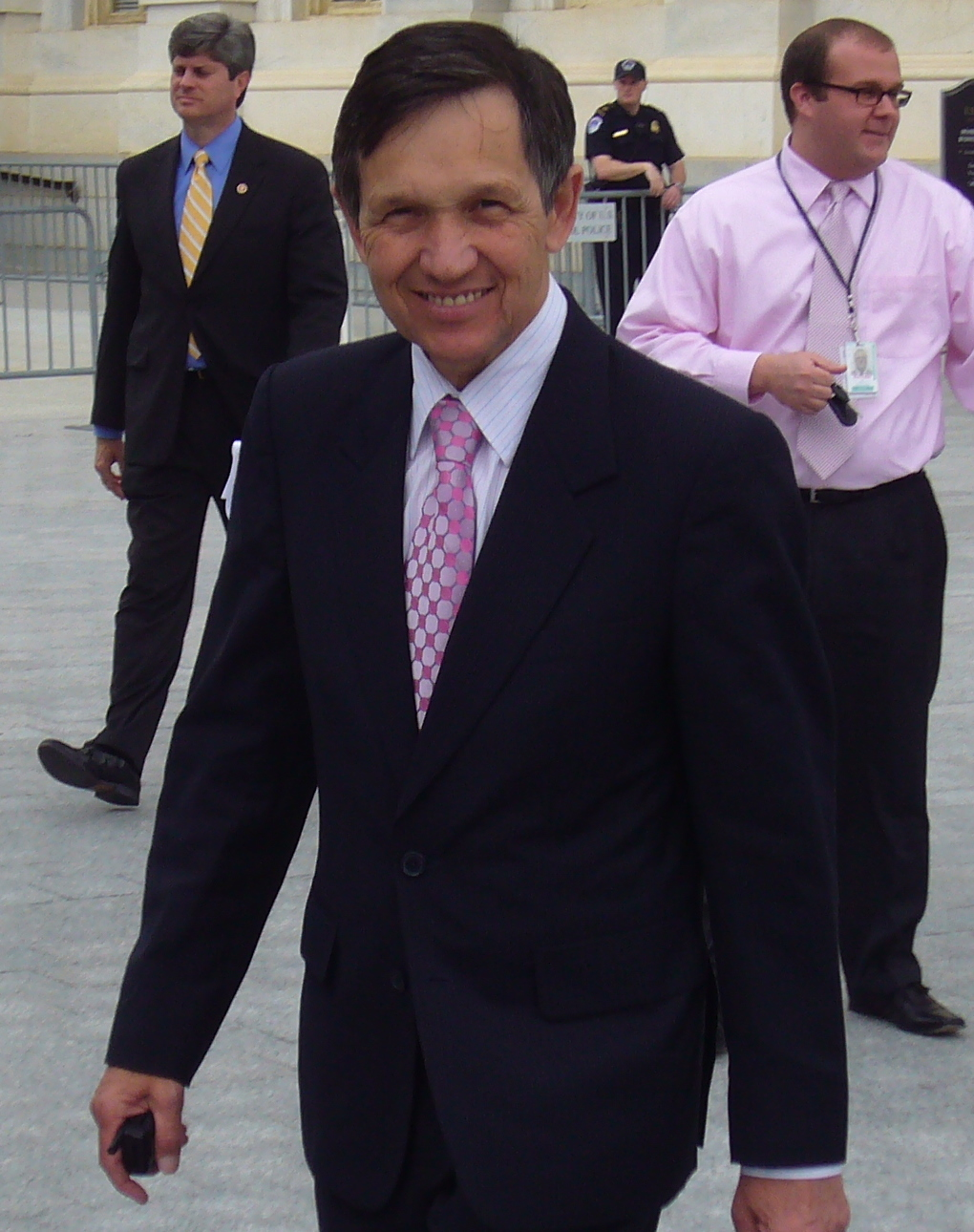
كوسينيتش خارج الكابيتول في يونيو 2007

في عام 1996، انتخب كوسينيتش في مجلس النواب الأمريكي، ممثلاً للمنطقة العاشرة من أوهايو. وفاز على مارتين هوك شاغل الوظيفة الجمهوري لفترتين بثلاث نقاط مئوية. وهو لن يواجه أبداً سباقاً آخر في الانتخابات العامة يقترب من ذلك الحد، وسوف يعاد انتخابه سبع مرات.

### مهام اللجان
- لجنة التعليم والقوى العاملة
  - اللجنة الفرعية المعنية بحماية القوى العاملة
  - اللجنة الفرعية المعنية بالصحة والتوظيف والعمل والمعاشات
- لجنة الرقابة وإصلاح الحكومة
  - اللجنة الفرعية المعنية بالشؤون التنظيمية والرقابة على الحوافز والإنفاق الحكومي (عضو بارز)

تولى كوسينيتش رئاسة التجمع التقدمي بالكونجرس من 1999 إلى 2003، بعد أن تولى الرئاسة المؤسسة بيرني ساندرز وخلفه بيتر ديفازيو.

### سجل التصويت في السياسة المحلية
في عام 2008، قدم كوسينيتش لائحة توجيه الاتهامات إلى الرئيس جورج دبليو بوش في مجلس النواب بشأن غزو العراق واحتلاله.
ورغم أن سجله في التصويت لا يتفق دوماً مع سجل الحزب الديمقراطي، ففي السابع عشر من مارس 2010، وبعد أن تودد إليه الرئيس باراك أوباما وزوجته وغيرهما، وافق على مضض على التصويت مع زملاؤه لصالح مشروع قانون الرعاية الصحية بدون مكون خيار عام.
وقد انتقد كوسينيتش تعديل حرق العلم وصوت ضد إقالة الرئيس بيل كلينتون. فقد استند سجله في التصويت في الكونجرس بقوة إلى موقف مؤيد للحياة، رغم أنه لاحظ أنه لم يؤيد قط أي تعديل دستوري يحظر الإجهاض بالكامل. ولكن في عام 2003 بدأ في وصف نفسه بأنه مؤيد للاختيار وقال إنه تحول بعيداً عن موقفه السابق بشأن القضية. وأشارت النشرات الصحفية إلى أنه يؤيد الاختيار ويؤيد إنهاء سياسة شرط العفة فقط للتثقيف الجنسي وزيادة استخدام وسائل منع الحمل لجعل الإجهاض «أقل ضرورة» مع مرور الوقت. وقد عكس سجله في التصويت منذ عام 2003 درجات متفاوتة من جماعات حقوق الإجهاض.

## الحملات الرئاسية

### 2004

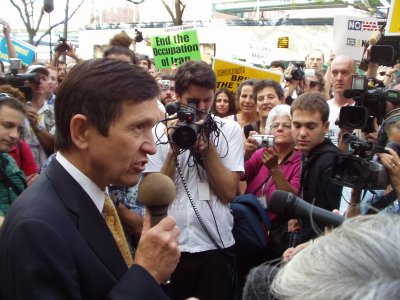
كوسينيتش يتحدث ضد احتلال العراق في المؤتمر الوطني الديمقراطي لعام 2004.

كان كوسينيتش قد تعرض لانتقادات خلال حملته الانتخابية لعام 2004 بسبب تغيير موقفه من قضية الإجهاض. وكان شرحه «لقد عملت دائماً على جعل الإجهاض أقل ضرورة، من خلال التثقيف الجنسي وتحديد النسل. ولكن الاتجاه الذي اتخذه الكونجرس على نحو متزايد يتلخص في جعل قدرة النساء على الإجهاض أمراً مستحيلا إذا احتاجن إلى حماية صحتهن. وهكذا عندما رأيت الاتجاه المتخذ، وصلت أخيرا إلى النقطة التي فهمت فيها أن المرأة لن تكون حرة حقا ما لم يكن لها الحق في الاختيار».
وفي 10 ديسمبر 2003، أعلنت شركة الإذاعة الأميركية (إيه بي سي) إبعاد مراسليها كارول موسيلي براون وأل شاربتون عن حملات كوسينيتش. ووصف كوسينيتش، الذي كان ينتقد التغطية المحدودة في وقت سابق التي تم إيلائها لحملته، قرار إيه بي سي بأنه مثال على قدرة شركات الإعلام على بلورة الحملات باختيار المرشحين الذين سيغطونهم وتسائل حول توقيت ذلك، وذلك بعد المناظرة مباشرة. وفي حين أكدت قناة إيه بي سي نيوز التزامها بتغطية مجموعة واسعة من المرشحين، فقد زعمت أن تركيز المزيد من «مواردها المحدودة» على هؤلاء المرشحين الذين من المرجح أن يفوزوا على أفضل وجه من شأنه أن يخدم المناقشة العامة.
في سباق الترشيح الديمقراطي للرئاسة عام 2004، أظهرت استطلاعات الرأي الوطنية باستمرار تأييد كوسينيتش بالأرقام المفردة. وفي مؤتمر أيوا الحزبي، أنهى خامساً، حيث تلقى حوالي 1% من مندوبي الولاية من أيوا؛ أقل كثيراً من عتبة الـ15% للحصول على المندوبين الوطنيين. كما كان أداؤه مماثلاً في انتخابات نيوهامشير التمهيدية، حيث وضع السادس بين المرشحين السبعة بحصوله على 1% من الأصوات. وفي الانتخابات التمهيدية التي تمت يوم الثلاثاء الصغير، انتهى من العمل بالقرب من القاع في معظم الولايات، وبأفضل أداء له في نيومكسيكو، حيث حصل على أقل من 6% من الأصوات، ورغم ذلك لم يحصل حتى الآن على أي مندوبين.
كان أفضل عرض لكوسينيتش في أيّ مسابقة ديمقراطيّة في تجمع هاواي الذي عقد في 24 فبراير، والذي فاز فيه بـ31% من المشاركين في المؤتمر الحزبيّ، حيث جاء في المرتبة الثّانية خلف السيناتور جون كيري عن ماساتشوسيتس وفاز في مقاطعة ماوي، وهي المقاطعة الوحيدة التي فاز بها كوسينيتش في أيّ من حملاته الرّئاسيّة. كما شهد عرض مزدوج الرقم في ماين في 8 فبراير، حيث حصل على 16% في تجمع تلك الولاية. وفي يوم الثلاثاء الكبير 2 مارس، حصل كوسينيتش على عرض قوي آخر مع تجمع مينسوتا، حيث ذهب إليه 17% من الأصوات. في ولايته الأصلية أوهايو، حصل على 9% في الانتخابات التمهيدية. وقد خاض كوسينيتش حملته الانتخابية بكثافة في أوريغون، حيث قضى 30 يومًا هناك خلال الشهرين السابقين لانتخابات 18 مايو التمهيدية في الولاية. وتابع حملته لأن «الاتجاه المستقبلي للحزب الديمقراطي لم يتحدد بعد» واختار التركيز على ولاية أوريغون «بسبب تقاليدها التقدمية وروحها الرائدة». وفاز بـ16% من الأصوات.
وحتى بعد أن فاز كيري بعدد كاف من المندوبين لتأمين الترشيح، واصل كوسينيتش حملته حتى قبل المؤتمر مباشرة، مستشهدا بجهود المساعدة في صياغة جدول أعمال الحزب الديمقراطي. وكان آخر مرشح يقوم بإنهاء حملته. وقد ساند كيري في 22 يوليو قبل أربعة أيام من بدء المؤتمر الوطني الديموقراطي.

### 2008
في 11 ديسمبر 2006، أعلن كوسينيتش في كلمة ألقاها في قاعة مدينة كليفلاند أنه سيسعى إلى ترشيح الحزب الديمقراطي لمنصب الرئيس في عام 2008.
وقال كوسينيتش لمؤيديه في ولاية أيوا إنه إذا لم يظهر على الاقتراع الثاني في أي تجمع حزبي فينبغي عليهم دعم باراك أوباما.
وفي 27 أغسطس 2008 ألقى خطاباً في المؤتمر الوطني الديمقراطي.

## حملات الكونغرس
حتى عام 2012، أعيد انتخاب كوسينيتش في الكونغرس بهوامش كبيرة في مقاطعاته ذات الميول الديمقراطية القوية.

### 2012
أدت إعادة تقسيم الدوائر بعد تعداد 2010 إلى القضاء على مقاطعة كوتشينيتش. وضعت الخريطة الجديدة منزل كوسينيتش في المنطقة التاسعة التي تتخذ من طليطلة مقراً لها، ويمثلها منذ عام 1983 زميلته الديمقراطية مارسي كابتور. وافقة بارني فرانك من ماساتشوستس العضو الآخر في مجلس النواب على كوسينيتش. تنافس الاثنان في الانتخابات التمهيدية للحزب الديمقراطي في 6 مارس، مع وجود جراهام فيزي، وهو صاحب شركة صغيرة من كليفلاند، على بطاقة الاقتراع أيضًا. فاز كابتور في الانتخابات التمهيدية بنسبة 56٪ من الأصوات مقابل 40٪ لكوسينيتش. في الانتخابات العامة، بنسبة 73٪ من الأصوات، فاز كابتور بولاية 16 ضد الجمهوري صموئيل "جو السباك" ورتزيلباكر وليبرتارياني شون ستيب.

## وصلات خارجية
- دينيس كوسينيتش على موقع IMDb (الإنجليزية)
- دينيس كوسينيتش على موقع الموسوعة البريطانية (الإنجليزية)
- دينيس كوسينيتش على موقع إن إن دي بي (الإنجليزية)
- دينيس كوسينيتش على موقع قاعدة بيانات الفيلم (الإنجليزية)

- Re-Elect Congressman Kucinich الموقع الرسمي للحملة
- Biography at the Biographical Directory of the United States Congress
- Profile at Vote Smart
- Kucinich مرات الظهور على سي-سبان
- Column archive at هافينغتون بوست
- The Peace Alliance
- Dennis Kucinich Interview at PR.com, November 17, 2008

| المناصب السياسية         | المناصب السياسية                                                     | المناصب السياسية    |
| ------------------------ | -------------------------------------------------------------------- | ------------------- |
| سبقه رالف بيرك           | عمدة كليفلاند 1978–1979                                              | تبعه جورج فوينوفيتش |
| Unrecognised parameter   |                                                                      |                     |
| سبقه مارتين هوك          | عضو مجلس النّوّاب الأمريكيّ من منطقة الكونجرس العاشرة بأوهايو 1997–2013 | تبعه مايك تورنر     |
| المناصب الحزبية السياسية |                                                                      |                     |
| سبقه بيرني ساندرز        | رئيس التجمع التقدمي بالكونجرس 1999–2003                              | تبعه بيتر ديفازيو   |